# 第159步兵師 (德國國防軍)
第159步兵師（德語：159. Infanterie-Division）是納粹德國國防軍陸軍的一個步兵師。該師於1939年8月在卡塞爾市組建。
該師組建時，稱為第9後備部隊指揮部（德語：Kommandeur der Ersatztruppen IX），同年11月改編為第159師（德語：159. Division）。
1940年1月，該師改編為159號師（德語：Division Nr. 159），並調至美因河畔法兰克福。
1942年1月，159號師一分為二，其中一部份改編為第159後備師（德語：159. Reserve-Division），並調至佩阿日堡。同年11月，該師參與軍事佔領維希法國的行動。
1944年9月至10月，該師改編為第159步兵師，改編後，該師參與北風行動。
該師最後於1945年2月科爾馬口袋被圍殲。

## 註腳
1. ↑  Mitcham（2007年）